# Lijst van 3FM Megahits in 2021
Deze hits waren in 2021 3FM Megahit op NPO 3FM:
| Nr.  | Week            | Artiest                                                                               | Titel                                                                                 |
| ---- | --------------- | ------------------------------------------------------------------------------------- | ------------------------------------------------------------------------------------- |
| 1382 | Week 1          | YUNGBLUD & Machine Gun Kelly                                                          | Acting Like That                                                                      |
| 1383 | Week 2          | Harry Styles                                                                          | Treat People with Kindness                                                            |
| 1384 | Week 3          | Froukje                                                                               | Onbezonnen                                                                            |
| 1385 | Week 4          | Royal Blood                                                                           | Typhoons                                                                              |
| 1386 | Week 5          | Son Mieux                                                                             | 1992                                                                                  |
| -    | Week 6          | Geen 3FM Megahit in verband met de Zeroes Request-week                                | Geen 3FM Megahit in verband met de Zeroes Request-week                                |
| 1387 | Week 7          | Arlo Parks                                                                            | Caroline                                                                              |
| 1388 | Week 8          | Ben Howard                                                                            | What A Day                                                                            |
| 1389 | Week 9          | EUT                                                                                   | What Gives You The Kicks                                                              |
| 1390 | Week 10         | Silk Sonic                                                                            | Leave The Door Open                                                                   |
| 1391 | Week 11         | Fred Again & The Blessed Madonna                                                      | Marea (We’ve Lost Dancing)                                                            |
| 1392 | Week 12         | London Grammar                                                                        | How Does It Feel                                                                      |
| 1393 | Week 13         | Chef'Special                                                                          | Afraid of the Dark                                                                    |
| 1394 | Week 14         | Girl In Red                                                                           | Serotonin                                                                             |
| 1395 | Week 15         | Twenty One Pilots                                                                     | Shy Away                                                                              |
| 1396 | Week 16         | Years & Years                                                                         | Starstruck                                                                            |
| 1397 | Week 17         | Eefje de Visser                                                                       | Storm                                                                                 |
| 1398 | Week 18         | Billie Eilish                                                                         | Your Power                                                                            |
| 1399 | Week 19         | Coldplay                                                                              | Higher Power                                                                          |
| 1400 | Week 20         | Son Mieux                                                                             | Drive                                                                                 |
| 1401 | Week 21         | Olivia Rodrigo                                                                        | Good 4 U                                                                              |
| 1402 | Week 22         | Wolf Alice                                                                            | Smile                                                                                 |
| -    | Week 23         | Geen 3FM Megahit in verband met de Festival Top 999                                   | Geen 3FM Megahit in verband met de Festival Top 999                                   |
| 1403 | Week 24         | S10                                                                                   | Adem Je In                                                                            |
| 1404 | Week 25         | Lorde                                                                                 | Solar Power                                                                           |
| 1405 | Week 26         | Antoon                                                                                | Hyperventilatie                                                                       |
| 1405 | Week 27         | Imagine Dragons                                                                       | Wrecked                                                                               |
| 1406 | Week 28         | Shouse                                                                                | Love Tonight                                                                          |
| 1407 | Week 29         | Sam Fender                                                                            | Seventeen Going Under                                                                 |
| 1408 | Week 30         | Swedish House Mafia, Ty Dolla Sign & 070 Shake                                        | Lifetime                                                                              |
| 1409 | Week 31         | Silk Sonic                                                                            | Skate                                                                                 |
| 1410 | Week 32         | The Weeknd                                                                            | Take My Breath                                                                        |
| 1411 | Week 33         | Jett Rebel                                                                            | Behave                                                                                |
| 1412 | Week 34         | The Vaccines                                                                          | Alone Star                                                                            |
| 1413 | Week 35         | The Killers & Phoebe Bridgers                                                         | Runaway Horses                                                                        |
| 1414 | Week 36         | Rag'n'Bone Man                                                                        | Alone (Nothing But Thieves Remix)                                                     |
| 1415 | Week 37         | Rondé                                                                                 | Hard To Say Goodbye                                                                   |
| -    | Week 38         | Geen 3FM Megahit in verband met de Top 999 van deze Eeuw                              | Geen 3FM Megahit in verband met de Top 999 van deze Eeuw                              |
| 1416 | Week 39         | Lil Nas X                                                                             | That's What I Want                                                                    |
| 1417 | Week 40         | The War On Drugs & Lucius                                                             | I Don't Live Here Anymore                                                             |
| 1418 | Week 41         | Bazart & S10                                                                          | Onderweg                                                                              |
| 1419 | Week 42         | Stromae                                                                               | Santé                                                                                 |
| 1420 | Week 43         | Swedish House Mafia & The Weeknd                                                      | Moth To A Flame                                                                       |
| 1421 | Week 44         | Son Mieux                                                                             | Dancing At The Doors Of Heaven                                                        |
| 1422 | Week 45         | De Staat                                                                              | Numbers Up                                                                            |
| 1423 | Week 46         | Acraze & Cherish                                                                      | Do It To It                                                                           |
| 1424 | Week 47         | MEAU                                                                                  | Dat Heb Jij Gedaan                                                                    |
| 1425 | Week 48         | Foals                                                                                 | Wake Me Up                                                                            |
| 1426 | Week 49         | Ewan McVicar                                                                          | Tell Me Something Good                                                                |
| 1427 | Week 50         | Son Mieux                                                                             | The Mustard Seed                                                                      |
| -    | Week 51 Week 52 | Geen 3FM Megahit in verband met de 3FM Serious Request-week en de Top Serious Request | Geen 3FM Megahit in verband met de 3FM Serious Request-week en de Top Serious Request |

1993 · 
1994 ·
1995 · 
1996 ·
1997 ·
1998 ·
1999 ·
2000 ·
2001 ·
2002 ·
2003 ·
2004 ·
2005 ·
2006 ·
2007 ·
2008 ·
2009 ·
2010 ·
2011 ·
2012 ·
2013 ·
2014 ·
2015 ·
2016 ·
2017 ·
2018 ·
2019 ·
2020 ·
2021 ·
2022 ·
2023 ·
2024 ·
2025